# Kirill Kondrasjin
Kirill Petrovitj Kondrasjin (ryska: Кири́лл Петро́вич Кондра́шин), född 6 mars 1914, död 7 februari 1981, var en framstående rysk dirigent. Han var ledare för Moskvas Filharmoniker mellan 1960 och 1975, då han flydde från Sovjetunionen till Nederländerna, där han arbetade som dirigent för Concertgebouworkest och turnerade. Kondrasjin uruppförde Dmitrij Sjostakovitjs symfoni no. 4, symfoni no.13 "Babij Jar" och hans andra violinkonsert.